# Talcy (Yonne)
Talcy é uma comuna francesa na região administrativa de Borgonha-Franco-Condado, no departamento de Yonne. Estende-se por uma área de 7,2 km². Em 2010 a comuna tinha 76 habitantes (densidade: 10,6 hab./km²).